# Berg-Strumpfbandnatter
Die Berg-Strumpfbandnatter (Thamnophis elegans) ist eine Schlangenart der Gattung Strumpfbandnattern (Thamnophis).

## Merkmale
Weibchen werden meist bis zu 110 cm lang, Männchen selten länger als 60 cm.
Sie haben ein für Strumpfbandnattern breites Nahrungsspektrum und fressen Amphibien, Würmer, Fisch, kleine Säugetiere und andere Reptilien.
Diese Schlangen sind lebendgebärend. Ein Wurf umfasst in der Regel fünf bis 20 Jungtiere.

## Fragliche Unterarten
Zurzeit wird die Art in sechs Unterarten aufgeteilt. Wie bei anderen Arten der Strumpfbandnattern ist aber auch bei Thamnophis elegans die Zuordnung der Unterarten strittig. So ist die Upper Basin-Strumpfbandnatter (T. elegans vascotanneri) möglicherweise der Wandernden Strumpfbandnatter (T. elegans vagrans) gleichzustellen.
Auch der Unterartstatus der Küsten-Strumpfbandnatter (T. elegans terrestris) und der Arizona-Strumpfbandnatter (T. elegans arizonae) wird angezweifelt.

## Verbreitung
Der Lebensraum der Bergstrumpfbandnattern erstreckt sich von British Columbia und Alberta im Westen Kanadas über die Bundesstaaten Washington und Montana im Nordwesten der USA bis in den Süden Kaliforniens und Arizonas. Auch im Bundesstaat Baja California in Mexiko sind sie zu finden.